# Cremna
Cremna is een geslacht van vlinders van de familie prachtvlinders (Riodinidae), uit de onderfamilie Riodininae.

## Soorten
- C. actoris (Cramer, 1776)
- C. alector (Geyer, 1837)
- C. calitra Hewitson, 1869
- C. ceneus Cramer, 1777
- C. clinias Doubleday, 1847
- C. elisae Zikán, 1952
- C. histica Boisduval, 1870
- C. selinus Doubleday, 1847
- C. thasus (Stoll, 1780)